# محمد محمدالله
محمد محمدالله (انگلیسی: Mohammad Mohammadullah؛ زادهٔ ۲۱ اکتبر ۱۹۲۱ – درگذشته ۱۲ نوامبر ۱۹۹۹) یک سیاست‌مدار اهل بنگلادش بود. وی از ۲۴ دسامبر ۱۹۷۳ تا ۲۵ ژانویه ۱۹۷۵ رئیس‌جمهور این کشور بود.
محمد محمدالله در ۱۲ نوامبر ۱۹۹۹، در سن ۷۸ سالگی درگذشت.